# Провінція Сеццу
Провінція Сеццу (яп. 摂津国 — сеццу но куні, «країна Сеццу»; 摂州 — сессю, «провінція Сеццу») — історична провінція Японії у регіоні Кінкі на острові Хонсю. Відповідає східній частині префектури Хьоґо і північній частині префектури Осака.

## Короткі відомості
Провінція Сеццу була утворена у 7 столітті. Її адміністративний центр знаходився на території сучасного району Теннодзі міста Осаки. У провінції розміщувався резиденція імператорів у Наніва та багато будівель для прийому посольств з материка. Саме тому Сеццу вважалася другим за важливістю політичним центром країни після столиці.
З 12 по 14 століття провінцією володів рід Ходзьо, а з постанням сьоґунату Муроматі у 1338 році його змінив рід Хосокава.
З 16 століття більшість місцевих володарів Сеццу стали васалами роду Мійосі, володаря сусідніх провінцій Ава і Санукі. Провінція Сеццу також була форпостом буддистської секти Дзьодо-сінсю з центром у монастирі Ісіяма Хонґандзі.
Мійосі і буддисти були розбиті Одою Нобунаґою і Тойотомі Хідейосі.
На місці фортеці Ісіяма Хонґандзі було зведено Осацький замок та місто, яке дало початок сучасній Осаці.
У період Едо (1603—1867) провінція Сеццу була розбита на ряд малих володінь хан. Найбільшими з них були Амагасакі-хан, Такацукі-хан і Санда-хан. Першим володів рід Мацудайра, другим — рід Наґаї, а третім — рід Кукі.
У результаті адміністративних реформ 1871—1876 років територія провінції Сеццу була розділена між префектурами Хьоґо й Осака.

## Повіти
- Аріма 有馬郡
- Кавабе 河辺郡
- Муко 武庫郡
- Нісінарі 西生郡
- Носе 能勢郡
- Сімакамі 嶋上郡
- Сімасімо 嶋下郡
- Тесіма 豊嶋郡
- Сумійосі住吉郡
- Убара 菟原郡
- Хіґасінарі 東生郡
- Ятабе 八部郡